# Linnés resa till Öland och Gotland
Linné reste till Öland och Gotland i maj 1741 tillsammans med sex stycken studenter från Uppsala universitet, delvis på uppdrag av den svenska regeringen. Syftet var att leta efter medicinalväxter samt efter lera, som kunde användas i en eventuell inhemsk keramikproduktion.

## Resan
Resan gjordes på hästryggen och han visade stort intresse för runstenar. Under färden kom han till Vetlanda socken den 23 maj och noterar två runstenar på kyrkogården. Dagen därpå hade han hunnit till Växjö och gjorde anteckningar om domkyrkan, som året före eldhärjats och vid Linnés besök var "ett bedrövligt spektakel". Han lämnar en beskrivning på S:t Sigfrids kläder. Kalmar nåddes den 28 maj. Han hejdades där av storm men använde tiden till att beskriva kyrkan, som "var täck och ägde sköna skrudar". Den 1 juni landsteg han på Öland och övernattade den 4 juni i prästgården i Resmo för att den 6 juni ha hunnit till Smedby vars kyrka var så sällsam att Linné aldrig sett maken. Han skriver bl.a. att kyrkan med sina små fönster var ganska mörk och kunde snart bringa åhörarna till sömn. Den 7 juni var en söndag och då gick han i kyrkan i Ås. Den 9 juni noterar han runstenar i Sandby och Gårdby. Dagen därpå, då han vistades i orten Runsten, noterar han ännu en runsten, som ansågs vara en av platsens märkvärdigheter. Till Långlöt kom han den 10 juni. Om hela två surbrunnar på kyrkogården står i dagboken: "Vattnet kan drickas av sjukligt folk uti åtskilliga passioner, allenast brunnen blev väl rensad, och man ej alltför kräsmagad fruktade för sådan mineral, som insmugit sig av lik och dödas kroppar". I Bredsätra den 11 juni kommer växtintresset fram och Linné skriver om ödekapellet Kläppinge att på golvet växte Scandix seminbus hispidis. Persnäs nåddes den 12 juni och den 14 juni, som var den fjärde söndagen efter Trinitatis (Trefaldighetsdagen), då han bevistade gudstjänsten i Högby. Han noterar ännu en runsten på kyrkogården. Den 15 juni gick färden till ön Blåkulla, alltså den nuvarande nationalparken Blå Jungfrun, som ligger väster om Öland i norra Kalmarsund. Resan dit blev tydligen besvärlig då en nordlig storm drabbade sällskapet. Linné beskrev i sin reseberättelse öns säregna natur och nämner även de sägner som finns om häxornas färd till ön varje skärtorsdag. Efter tre veckor på Öland avseglade Linné till Gotland.
Väl på Gotland besökte Linné under ett par sommardagar bland annat Stora Karlsö. På öns högsta punkt Röisu haid – 51,6 meter över havet - ligger ett bronsåldersröse med ett ensamt träd. Detta träd är en ask och kallas idag för Linnés ask. Linné beskrev trädet i sin dagbok. Idag, över 250 år senare, har asken inte blivit särskilt mycket större. Troligen slog den rot i röset under senare hälften av 1500-talet. Linnés ask har alltid varit ett välkänt sjömärke och utsiktspost för såväl Linné som 1520-talets sjörövare och svensk militär under första världskriget.